# Recalbox
 (septembre 2020).
- Si vous ne connaissez pas le sujet, laissez ce bandeau (vous pouvez alors contacter les auteurs).
- Si vous supprimez le contenu mis en cause (vous pouvez préalablement contacter les auteurs),

argumentez précisément cette suppression dans la page de discussion
(un manque de référence n'est pas un argument ; une recherche réelle de référence doit avoir été effectuée, être formellement documentée).
 (septembre 2020).
Recalbox est une entreprise et un système d'exploitation GNU/Linux libre et gratuit dédié à l'émulation, la préservation et l'accessibilité des vieux jeux vidéo (retrogaming).
Recalbox est un projet qui cible principalement les débutants et les technophobes, grâce à la pré-configuration du système, et une assistance dans l'utilisation au quotidien. Le système inclut de nombreux jeux open source à la première installation et est dépourvu de contenu sous copyright (roms, bios...), conformément à la licence GPL. Sauf autorisation précise, Recalbox est interdit à la vente, revente ou tout autre usage commercial, comme le stipulent sa licence d'utilisation et les licences d'utilisation de RetroArch/Libretro, architecture sur laquelle s'appuie en partie le projet.

## Historique
Recalbox est lancé en janvier 2015 par digitalLumberjack, après que sa sœur lui a émis le souhait de rejouer aux jeux vidéo de leur enfance (Le Roi Lion sur Super Nintendo, entre autres). L'émulation est déjà existante, mais l'offre est alors complexe pour le grand public. Partant de ce postulat, digitalLumberjack a passé quelques semaines durant les vacances de Noël 2014 à développer une solution clés-en-mains et utilisable par le plus grand nombre, avec pour objectif de ne jamais avoir à utiliser un clavier ou une souris pour jouer. Il décide dès le départ de construire le projet en licence libre et open source, afin de former une communauté de développeurs pour redonner vie au patrimoine vidéoludique.
En 2020, Recalbox est composé d'une dizaine de développeurs réguliers, d'un animateur de communauté, d'une trentaine de beta-testeurs, et d'une cinquantaine de contributeurs ponctuels (traduction, graphisme, vidéo, web...), tous bénévoles.

## Technique

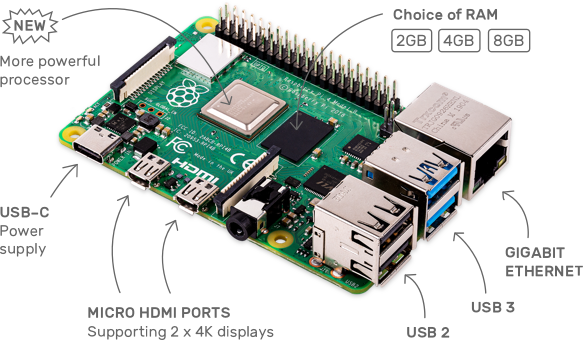
Recalbox compatible avec les nano-ordinateurs, dont le dernier Raspberry Pi 4

Recalbox s'appuie sur la possibilité d'installer un noyau Linux sur un nano-ordinateur à bas coût Raspberry Pi. L'idée est de proposer une solution retrogaming basée sur une distribution pré-compilée à l'aide de Buildroot, permettant d'optimiser le noyau Linux compilé uniquement avec ce qui est nécessaire à son fonctionnement.

## Projets inclus dans Recalbox
Recalbox est un assemblage de nombreux projets indépendants les uns des autres (les "cores"), réunis au sein d'une interface graphique (le "frontend" EmulationStation). Le lecteur multimédia Kodi, est préinstallé et contrôlable à la manette depuis l'interface,.

### Projets externes
De nombreux projets externes sont directement intégrés dans le système Recalbox, souvent modifiés afin d'être adaptés aux besoins de l'écosystème Recalbox (interface et contrôles unifiés et standardisés) :

### Projets internes
Le système d'exploitation Recalbox repose aussi sur des sous-projets développés en interne, dont :
- recalbox-emulationstation2 (lourde customisation de l'interface graphique emulationstation)
- recalbox-configgen (convertisseur de configuration unifiée Recalbox vers les configurations spécifiques de chaque émulateur)
- recalbox-hardware (détection et configuration automatique du hardware)
- recalbox-manager2 (web manager, interface pour gérer sa Recalbox depuis un navigateur internet)
- recalbox-romfs (système de configuration des emulateurs/cores disponibles par plateformes)
- recalbox-themes (gestionnaire de thèmes)

## Compatibilité matérielle
Dans sa version 7.1.1 Reloaded datée du 29 novembre 2020, Recalbox est compatible avec les différentes cartes de la famille Raspberry Pi (0, 1, 2, 3, 4, 400...), mais aussi avec les cartes Odroid (XU4, XU4Q et dernièrement les consoles portables Odroid Go Advance et Odroid Go Super) et avec les systèmes x86 32/64 bits, dont la gamme des Intel NUC.
Recalbox est compatible nativement avec de nombreux accessoires et contrôleurs, comme les manettes PS3, PS4, Xbox360, 8bitdo ou encore les boitiers RetroFlag comme le NesPi Case ou GPi Case, avec lequel le système s'optimise automatiquement à la première installation.

## Systèmes émulés dans Recalbox 7.1.1
Recalbox 7.1.1 émule plus d'une centaine de systèmes, allant des consoles de salon en passant par les consoles portables et les ordinosaures. Voici la liste exhaustive des systèmes pris en charge par la dernière version de Recalbox de novembre 2020, selon la carte utilisée pour faire tourner le système, :
| CONSOLES DE SALON                   | NetPlay | Pi 0/1 | Pi 2 | Pi 3 | Pi 4 / Pi 400 | Odroid Go Advance / Super | Odroid XU4 / XU4Q | PC (x86) | PC (x64) |
| ----------------------------------- | ------- | ------ | ---- | ---- | ------------- | ------------------------- | ----------------- | -------- | -------- |
| 3DO                                 | 🚫      | ❌     | ❌   | 🔥   | ✅            | ✅                        | ✅                | ✅       | ✅       |
| Amiga CD32                          | 🚫      | ❌     | ✅   | ✅   | ✅            | ✅                        | ✅                | ✅       | ✅       |
| Amiga CDTV                          | 🚫      | ❌     | ✅   | ✅   | ✅            | ✅                        | ✅                | ✅       | ✅       |
| Amstrad GX4000                      | 🚫      | ✅     | ✅   | ✅   | ✅            | ✅                        | ✅                | ✅       | ✅       |
| Atari 2600                          | 🎮      | ✅     | ✅   | ✅   | ✅            | ✅                        | ✅                | ✅       | ✅       |
| Atari 5200                          | 🚫      | ✅     | ✅   | ✅   | ✅            | ✅                        | ✅                | ✅       | ✅       |
| Atari 7800                          | 🚫      | ✅     | ✅   | ✅   | ✅            | ✅                        | ✅                | ✅       | ✅       |
| Atari Jaguar                        | 🚫      | ❌     | ❌   | ❌   | ✅            | ❌                        | ✅                | ✅       | ✅       |
| ColecoVision                        | 🚫      | ✅     | ✅   | ✅   | ✅            | ✅                        | ✅                | ✅       | ✅       |
| Dreamcast                           | 🚫      | ❌     | ❌   | 🔥   | ✅            | 🔥                        | ✅                | ✅       | ✅       |
| Fairchild Channel F                 | 🚫      | ✅     | ✅   | ✅   | ✅            | ✅                        | ✅                | ✅       | ✅       |
| FDS (Famicom Disk System)           | 🎮      | ✅     | ✅   | ✅   | ✅            | ✅                        | ✅                | ✅       | ✅       |
| GameCube                            | 🎮      | ❌     | ❌   | ❌   | ❌            | ❌                        | ❌                | ❌       | ✅       |
| Intellivision                       | 🚫      | ✅     | ✅   | ✅   | ✅            | ✅                        | ✅                | ✅       | ✅       |
| Master System                       | 🎮      | ✅     | ✅   | ✅   | ✅            | ✅                        | ✅                | ✅       | ✅       |
| Megadrive                           | 🎮      | ✅     | ✅   | ✅   | ✅            | ✅                        | ✅                | ✅       | ✅       |
| Multivision                         | 🚫      | ✅     | ✅   | ✅   | ✅            | ✅                        | ✅                | ✅       | ✅       |
| Neo Geo                             | 🎮      | ✅     | ✅   | ✅   | ✅            | ✅                        | ✅                | ✅       | ✅       |
| Neo Geo CD                          | 🚫      | ✅     | ✅   | ✅   | ✅            | ✅                        | ✅                | ✅       | ✅       |
| Nintendo Entertainment System (NES) | 🎮      | ✅     | ✅   | ✅   | ✅            | ✅                        | ✅                | ✅       | ✅       |
| Nintendo 64                         | 🚫      | ❌     | ❌   | 🔥   | ✅            | 🔥                        | ✅                | ✅       | ✅       |
| Nintendo 64DD                       | 🚫      | ❌     | ❌   | 🔥   | ✅            | 🔥                        | ✅                | ✅       | ✅       |
| Odyssey 2 / Videopac+               | 🚫      | ✅     | ✅   | ✅   | ✅            | ✅                        | ✅                | ✅       | ✅       |
| PC Engine                           | 🎮      | ✅     | ✅   | ✅   | ✅            | ✅                        | ✅                | ✅       | ✅       |
| PC Engine CD                        | 🎮      | ✅     | ✅   | ✅   | ✅            | ✅                        | ✅                | ✅       | ✅       |
| Playstation                         | 🚫      | 🔥     | ✅   | ✅   | ✅            | 🔥                        | ✅                | ✅       | ✅       |
| Saturn                              | 🚫      | ❌     | ❌   | ❌   | ❌            | 🔥                        | ✅                | ✅       | ✅       |
| Satellaview                         | 🚫      | ✅     | ✅   | ✅   | ✅            | ✅                        | ✅                | ✅       | ✅       |
| Sega 32X                            | 🎮      | ✅     | ✅   | ✅   | ✅            | ✅                        | ✅                | ✅       | ✅       |
| Sega CD                             | 🎮      | ✅     | ✅   | ✅   | ✅            | ✅                        | ✅                | ✅       | ✅       |
| SG 1000                             | 🎮      | ✅     | ✅   | ✅   | ✅            | ✅                        | ✅                | ✅       | ✅       |
| SuFami Turbo                        | 🚫      | ✅     | ✅   | ✅   | ✅            | ✅                        | ✅                | ✅       | ✅       |
| Super Nintendo                      | 🎮      | ✅     | ✅   | ✅   | ✅            | ✅                        | ✅                | ✅       | ✅       |
| Supergrafx                          | 🎮      | ✅     | ✅   | ✅   | ✅            | ✅                        | ✅                | ✅       | ✅       |
| Vectrex                             | 🚫      | ✅     | ✅   | ✅   | ✅            | ✅                        | ✅                | ✅       | ✅       |
| Virtual Boy                         | 🚫      | ✅     | ✅   | ✅   | ✅            | ✅                        | ✅                | ✅       | ✅       |
| Wii                                 | 🚫      | ❌     | ❌   | ❌   | ❌            | ❌                        | ❌                | ❌       | ✅       |
| CONSOLES PORTABLES                  | NetPlay | Pi 0/1 | Pi 2 | Pi 3 | Pi 4          | Odroid Go Advance / Super | Odroid XU4 / XU4Q | PC (x86) | PC (x64) |
| Game & Watch                        | 🚫      | ✅     | ✅   | ✅   | ✅            | ✅                        | ✅                | ✅       | ✅       |
| Game Boy                            | 🚫      | ✅     | ✅   | ✅   | ✅            | ✅                        | ✅                | ✅       | ✅       |
| Game Boy Color                      | 🚫      | ✅     | ✅   | ✅   | ✅            | ✅                        | ✅                | ✅       | ✅       |
| Game Boy Advance                    | 🚫      | 🔥     | ✅   | ✅   | ✅            | ✅                        | ✅                | ✅       | ✅       |
| Game Gear                           | 🚫      | ✅     | ✅   | ✅   | ✅            | ✅                        | ✅                | ✅       | ✅       |
| Lynx                                | 🚫      | ✅     | ✅   | ✅   | ✅            | ✅                        | ✅                | ✅       | ✅       |
| Neo Geo Pocket B&W                  | 🚫      | ✅     | ✅   | ✅   | ✅            | ✅                        | ✅                | ✅       | ✅       |
| Neo Geo Pocket Color                | 🚫      | ✅     | ✅   | ✅   | ✅            | ✅                        | ✅                | ✅       | ✅       |
| Nintendo DS                         | 🚫      | ❌     | ❌   | ❌   | ❌            | ❌                        | ❌                | ✅       | ✅       |
| Palm OS                             | 🚫      | ✅     | ✅   | ✅   | ✅            | ✅                        | ✅                | ✅       | ✅       |
| Playstation Portable (PSP)          | 🚫      | ❌     | ❌   | 🔥   | ✅            | 🔥                        | ✅                | ✅       | ✅       |
| Pokémon Mini                        | 🚫      | ✅     | ✅   | ✅   | ✅            | ✅                        | ✅                | ✅       | ✅       |
| Wonderswan B&W                      | 🚫      | ✅     | ✅   | ✅   | ✅            | ✅                        | ✅                | ✅       | ✅       |
| Wonderswan Color                    | 🚫      | ✅     | ✅   | ✅   | ✅            | ✅                        | ✅                | ✅       | ✅       |
| "ORDINOSAURES"                      | NetPlay | Pi 0/1 | Pi 2 | Pi 3 | Pi 4          | Odroid Go Advance / Super | Odroid XU4 / XU4Q | PC (x86) | PC (x64) |
| Amiga 600                           | 🚫      | ❌     | ✅   | ✅   | ✅            | ✅                        | ✅                | ✅       | ✅       |
| Amiga 1200                          | 🚫      | ❌     | ✅   | ✅   | ✅            | ✅                        | ✅                | ✅       | ✅       |
| Amstrad CPC                         | 🚫      | ✅     | ✅   | ✅   | ✅            | ✅                        | ✅                | ✅       | ✅       |
| Apple II                            | 🚫      | ✅     | ✅   | ✅   | ✅            | ✅                        | ✅                | ✅       | ✅       |
| Apple IIGS                          | 🚫      | ✅     | ✅   | ✅   | ✅            | ✅                        | ✅                | ❌       | ✅       |
| Atari 800                           | 🚫      | ✅     | ✅   | ✅   | ✅            | ✅                        | ✅                | ✅       | ✅       |
| Atari ST                            | 🚫      | ✅     | ✅   | ✅   | ✅            | ✅                        | ✅                | ✅       | ✅       |
| Commodore 64                        | 🚫      | 🔥     | ✅   | ✅   | ✅            | ✅                        | ✅                | ✅       | ✅       |
| DOSBox                              | 🚫      | ✅     | ✅   | ✅   | ✅            | ✅                        | ✅                | ✅       | ✅       |
| MSX1                                | 🚫      | ✅     | ✅   | ✅   | ✅            | ✅                        | ✅                | ✅       | ✅       |
| MSX2(+)                             | 🚫      | ✅     | ✅   | ✅   | ✅            | ✅                        | ✅                | ✅       | ✅       |
| MSXturboR                           | 🚫      | ✅     | ✅   | ✅   | ✅            | ✅                        | ✅                | ✅       | ✅       |
| Oric Atmos                          | 🚫      | ✅     | ✅   | ✅   | ✅            | ✅                        | ✅                | ✅       | ✅       |
| NEC PC-88                           | 🚫      | ✅     | ✅   | ✅   | ✅            | ✅                        | ✅                | ✅       | ✅       |
| NEC PC-98                           | 🚫      | ✅     | ✅   | ✅   | ✅            | ✅                        | ✅                | ✅       | ✅       |
| NEC PC-FX                           | 🎮      | ❌     | ❌   | ❌   | ✅            | ❌                        | ✅                | ✅       | ✅       |
| SAM Coupé                           | 🚫      | ✅     | ✅   | ✅   | ✅            | ✅                        | ✅                | ✅       | ✅       |
| Sharp X1                            | 🚫      | ✅     | ✅   | ✅   | ✅            | ✅                        | ✅                | ✅       | ✅       |
| Sharp X68000                        | 🚫      | ✅     | ✅   | ✅   | ✅            | ✅                        | ✅                | ✅       | ✅       |
| Spectravideo                        | 🚫      | ✅     | ✅   | ✅   | ✅            | ✅                        | ✅                | ✅       | ✅       |
| Thomson TO + MO                     | 🚫      | ✅     | ✅   | ✅   | ✅            | ✅                        | ✅                | ✅       | ✅       |
| ZX Spectrum                         | 🚫      | ✅     | ✅   | ✅   | ✅            | ✅                        | ✅                | ✅       | ✅       |
| ZX81                                | 🚫      | ✅     | ✅   | ✅   | ✅            | ✅                        | ✅                | ✅       | ✅       |
| "PORTAGES"                          | NetPlay | Pi 0/1 | Pi 2 | Pi 3 | Pi 4          | Odroid Go Advance / Super | Odroid XU4 / XU4Q | PC (x86) | PC (x64) |
| 2048                                | 🚫      | ✅     | ✅   | ✅   | ✅            | ✅                        | ✅                | ✅       | ✅       |
| Cave Story                          | 🚫      | ✅     | ✅   | ✅   | ✅            | ✅                        | ✅                | ✅       | ✅       |
| DinoThawr                           | 🚫      | ✅     | ✅   | ✅   | ✅            | ✅                        | ✅                | ✅       | ✅       |
| Prboom (Doom)                       | 🚫      | ✅     | ✅   | ✅   | ✅            | ✅                        | ✅                | ✅       | ✅       |
| MrBoom (Bomberman)                  | 🎮      | ✅     | ✅   | ✅   | ✅            | ✅                        | ✅                | ✅       | ✅       |
| Outrun (Canonball)                  | 🚫      | ✅     | ✅   | ✅   | ✅            | ✅                        | ✅                | ✅       | ✅       |
| Quake I                             | 🚫      | ✅     | ✅   | ✅   | ✅            | ✅                        | ✅                | ✅       | ✅       |
| Rick Dangerous                      | 🚫      | ✅     | ✅   | ✅   | ✅            | ✅                        | ✅                | ✅       | ✅       |
| Scumm VM                            | 🚫      | ✅     | ✅   | ✅   | ✅            | ✅                        | ✅                | ✅       | ✅       |
| Wolfenstein                         | 🚫      | ✅     | ✅   | ✅   | ✅            | ✅                        | ✅                | ✅       | ✅       |
| CONSOLES "VIRTUELLES"               | NetPlay | Pi 0/1 | Pi 2 | Pi 3 | Pi 4          | Odroid Go Advance / Super | Odroid XU4 / XU4Q | PC (x86) | PC (x64) |
| EasyRPG                             | 🚫      | ✅     | ✅   | ✅   | ✅            | ✅                        | ✅                | ✅       | ✅       |
| Lutro                               | 🚫      | ✅     | ✅   | ✅   | ✅            | ✅                        | ✅                | ✅       | ✅       |
| OpenBOR                             | 🚫      | ✅     | ✅   | ✅   | ✅            | ✅                        | ✅                | ✅       | ✅       |
| Solarus                             | 🚫      | ✅     | ✅   | ✅   | ✅            | ✅                        | ✅                | ✅       | ✅       |
| TIC-80                              | 🎮      | ✅     | ✅   | ✅   | ✅            | ✅                        | ✅                | ✅       | ✅       |
| Uzebox                              | 🚫      | ✅     | ✅   | ✅   | ✅            | ✅                        | ✅                | ✅       | ✅       |
| ARCADE                              | NetPlay | Pi 0/1 | Pi 2 | Pi 3 | Pi 4          | Odroid Go Advance / Super | Odroid XU4 / XU4Q | PC (x86) | PC (x64) |
| Atomiswave                          | 🚫      | ❌     | ❌   | ❌   | ✅            | ✅                        | ✅                | ?        | ✅       |
| Daphne                              | 🚫      | ✅     | ✅   | ✅   | ✅            | ✅                        | ✅                | ✅       | ✅       |
| Final Burn Neo                      | 🎮      | ✅     | ✅   | ✅   | ✅            | ✅                        | ✅                | ✅       | ✅       |
| M.A.M.E.                            | 🎮      | ⚠*1    | ✅   | ✅   | ✅            | ✅                        | ✅                | ✅       | ✅       |
| Sega NAOMI                          | 🚫      | ❌     | ❌   | ✅   | ✅            | ✅                        | ✅                | ✅       | ✅       |
| Sega NAOMI GD                       | 🚫      | ❌     | ❌   | ✅   | ✅            | ✅                        | ✅                | ✅       | ✅       |
| Sega Model 3                        | 🚫      | ❌     | ❌   | ❌   | ❌            | ❌                        | ❌                | ❌       | ✅       |
| ACCESSOIRES                         |         | Pi 0/1 | Pi 2 | Pi 3 | Pi 4          |                           | Odroid XU4 / XU4Q | PC (x86) | PC (x64) |
| Kodi (Media Player)                 | 🚫      | ✅     | ✅   | ✅   | ✅            | ❌                        | ✅                | ✅       | ✅       |
| Bluetooth interne                   | 🚫      | Pi0W   | 🚫   | ✅   | ✅            | ❌                        | 🚫                | ✅       | ✅       |
| Vidéo de démarrage                  | 🚫      | ✅     | ✅   | ✅   | ✅            | ✅                        | ✅                | ✅       | ✅       |
| Kernel Linux                        | 🚫      | 4.14   | 4.14 | 4.14 | 4.14          |                           | 4.14              | 4.15     | 4.15     |
| Moonlight                           | 🚫      | ❌     | ❌   | ❌   | ❌            | ❌                        | ❌                | ❌       | ❌       |

Légende :
✅ : Compatible (ou au moins un core compatible)
❌ : Incompatible / techniquement impossible (ou émulateur inexistant sur cette plateforme)
🔥 : Emulateur compatible mais limité aux caractéristiques techniques de la plateforme
🚫 : Absent / inexistant
? : pas assez d'informations
🎮 : Système compatible NetPlay (multijoueur rétro en ligne)

## Romsets Arcade et Consoles Compatibles
Pour une meilleure compatibilité, Recalbox recommande l'utilisation de romsets (collection de roms) "No-Intro". Ces romsets rassemblent les dumps (backup de la mémoire du jeu) complet sans défaut ni modification du fichier, essentiellement les ROM les plus proches possible des cartouches d'origine. L'objectif étant d'éviter au maximum les bad dumps, hacks, fakes, overdumps, underdumps ou autres doublons.
Contrairement aux roms pour consoles qui sont globalement toutes compatibles dès que vous respectez le format de fichier demandé (voir le fichier "lisez-moi.txt" présent dans chaque dossier système de Recalbox OS présent dans \recalbox\roms\ pour plus d'informations), les romsets "arcade" fonctionnent par système de version. La version des romsets arcade doit impérativement correspondre à la version de l'émulateur utilisé, au risque que les jeux ne se lancent pas, ou soient incompatibles. ATTENTION : le romset est différent selon le core que vous utilisez,
| SYSTEME ARCADE | Version du core dans Recalbox 7.1.1 | Version du Romset Arcade attendu | Dossier où placer les romsets | NetPlay | Pi0 / Pi1 | Pi2 | Pi3 | Pi4 / Pi400 | Odroid Go Advance / Super | Odroid XU4 / XU4Q | PC (x86) | PC (x64) |
| -------------- | ----------------------------------- | -------------------------------- | ----------------------------- | ------- | --------- | --- | --- | ----------- | ------------------------- | ----------------- | -------- | -------- |
| MAME           | advancemame                         | mame 0.106                       | mame                          | 🚫      | ✅        | ✅  | ✅  | ✅          | ✅                        | ✅                | ❌       | ❌       |
| MAME           | Libretro Mame                       | mame 0.220                       | mame                          | 🚫      | ❌        | ❌  | ❌  | ❌          | ❌                        | ❌                | ✅       | ✅       |
| MAME           | Libretro Mame2000                   | mame 0.037b5                     | mame                          | 🚫      | ✅        | ✅  | ✅  | ✅          | ❌                        | ❌                | ❌       | ❌       |
| MAME           | Libretro Mame2003 (par défaut)      | mame 0.78                        | mame                          | 🎮      | ✅        | ✅  | ✅  | ✅          | ✅                        | ✅                | ✅       | ✅       |
| MAME           | Libretro Mame2003-plus              | mame 2003plus (mix 0.78-0.188)   | mame                          | 🎮      | ✅        | ✅  | ✅  | ✅          | ✅                        | ✅                | ✅       | ✅       |
| MAME           | Libretro Mame2010                   | mame 0.139                       | mame                          | 🚫      | ❌        | ✅  | ✅  | ✅          | ✅                        | ✅                | ✅       | ✅       |
| MAME           | Libretro Mame2015                   | mame 0.160                       | mame                          | 🚫      | ❌        | ✅  | ✅  | ✅          | ✅                        | ✅                | ✅       | ✅       |
| Final Burn Neo | Libretro Fbneo                      | fbneo 1.0.0.0                    | fbneo                         | 🎮      | ✅        | ✅  | ✅  | ✅          | ✅                        | ✅                | ✅       | ✅       |
| Final Burn Neo | Pifba                               | fba 0.2.96.71                    | fbneo                         | 🚫      | ✅        | ✅  | ✅  | ❌          | ❌                        | ❌                | ❌       | ❌       |
| Neo Geo        | Libretro Fbneo                      | fbneo 1.0.0.0                    | neogeo                        | 🎮      | ✅        | ✅  | ✅  | ✅          | ✅                        | ✅                | ✅       | ✅       |
| Atomiswave     | Libretro Flycast                    | mame 0.220                       | atomiswave                    | 🚫      | ❌        | ❌  | ❌  | ✅          | ✅                        | ✅                | ✅       | ✅       |
| Naomi          | Libretro Flycast                    | mame 0.220                       | naomi                         | 🚫      | ❌        | ❌  | ❌  | ✅          | ✅                        | ✅                | ?        | ✅       |
| Naomi GD-Rom   | Libretro Flycast                    | mame 0.220 ou 0.226              | naomigd                       | 🚫      | ❌        | ❌  | ❌  | ✅          | ✅                        | ✅                | ?        | ✅       |
| Daphne         | Hypseus                             | -                                | daphne                        | 🚫      | ✅        | ✅  | ✅  | ✅          | ✅                        | ✅                | ✅       | ✅       |
| Sega Model 3   | Supermodel                          | mame 0.226                       | model3                        | 🚫      | ❌        | ❌  | ❌  | ❌          | ❌                        | ❌                | ❌       | ✅       |

Légende :
✅ : Compatible (ou au moins un core compatible)
❌ : Incompatible / techniquement impossible (ou émulateur inexistant sur cette plateforme)
🔥 : Emulateur compatible mais limité aux caractéristiques techniques de la plateforme
🚫 : Absent / inexistant
? : pas assez d'informations
🎮 : Système compatible NetPlay (multijoueur rétro en ligne)

### Précisions sur les cores/émulateurs arcade
Recalbox intègre depuis la version 7.1.1 de novembre 2020, de nombreux cores ("moteurs") pour émuler les jeux arcade. Tous ne font pas tourner les mêmes jeux et ne s'appuient pas sur les mêmes versions de romsets : MAME (pour émuler les grands classiques de l'arcade), Final Burn Neo (pour l'arcade avancée ; CPS1 - CPS2 - CPS3, Neo Geo...), Neo Geo, Atomiswave, Naomi et Naomi GD (pour émuler leurs systèmes respectifs).

#### MAME
- Libretro Mame2003 (core par défaut) : disponible pour toutes les plateformes. Utilise le Romset "mame 0.78". Mettre les roms dans le dossier "mame".
- Libretro Mame2003-plus, également appelé MAME 2003+ et mame2003-plus : un noyau d'émulateur de système arcade Libretro qui met l'accent sur des performances élevées et une compatibilité étendue avec les périphériques mobiles, les ordinateurs à carte unique, les systèmes intégrés et autres plates-formes similaires. Basé sur le ROMSET 0.78-0.188 (MAME 0.78 en tant que ligne de base avec d'autres ROMs basées sur des jeux de ROMs MAME ultérieurs).
- Libretro Mame2010 : version plus récente que MAME de base (ajoutée depuis Recalbox 18.02.09 de Février 2018), MAIS n'est pas le core MAME par défaut. Il faut donc le sélectionner en modifiant le fichier recalbox.conf. Il fait tourner encore plus de jeux et est disponible pour toutes les plateformes (SAUF Raspberry Pi 0/1). Utilise le Romset 0.139 de MAME.

#### Final Burn Neo
- Libretro Fbneo : successeur de FBA (Final Burn Alpha) après que ce dernier soit vendu à Capcom dans un contexte assez obscur. Core de libretro faisant tourner certains systèmes (CPS1 - CPS2 - CPS3 par exemple). Utilise le Romset basé sur le romset Mame 0.189 reconstruit via le fichier.dat pour donner le romset FBNeo (ou anciennement FBA) 1.0.0.0.
- piFBA = Libretro Fbneo optimisé pour Raspberry Pi0 / Pi0w / Pi1. Pas d'intérêt pour les autres plateformes. Utilise le Romset FBA 0.2.96.71.
- NEO GEO : n'est pas un "core" mais juste un dossier pour faire apparaître la NeoGeo comme console à part dans le menu général. Basé sur le core de Libretro Fbneo. Utilise (aussi) le Romset FBNeo 1.0.0.0. Mettre les roms (sans oublier le BIOS "neogeo.zip") dans le dossier "neogeo".
- ATOMISWAVE, NAOMI et NAOMIGD : utilisent tous le core "Libretro-Flycast". Basé sur le Romset MAME 0.220. Mettre les roms respectivement dans les dossiers "atomiswave", "naomi" et "naomigd".

## Engagement
Recalbox a acquis les droits de distribution de près de 150 jeux indépendants pour les proposer pour certains en exclusivité à ses utilisateurs, gratuitement et dès la première installation afin de promouvoir la culture du libre, du homebrew et de la scène rétrogaming indépendante, tout en mettant en avant les différents systèmes de jeux de l'époque, de la console de salon à la console portable, en passant par les ordinosaures ou les jeux arcade,.
| Système          | Titre                        | Créateur                                                  |
| ---------------- | ---------------------------- | --------------------------------------------------------- |
| Atari 2600       | Arguna                       | Nathan Tolbert                                            |
| Atari 2600       | Halo2600                     | Ed Fries                                                  |
| Atari 2600       | The End 2600                 | Rayman_C                                                  |
| Atari 5200       | BeefDrop                     | Ken Siders                                                |
| Atari 7800       | Meteor Shower                | Robert DeCrescenzo                                        |
| Atari 7800       | BonQ                         | Ken Siders                                                |
| Amstrad CPC      | UWOL 2                       | The MojonTwins                                            |
| Amstrad CPC      | The Dawn of Kernel           | Juan J. Martinez                                          |
| Amstrad CPC      | Relentless                   | Axelay                                                    |
| Amstrad GX4000   | Baba's Palace                | Rafael Castillo, John McKlain, & Dragon                   |
| Apple II         | Mystery House                | Ken & Roberta Williams                                    |
| Apple II         | Lamb Chops                   | TanRuNomad                                                |
| Apple II         | Retro Fever                  | TanRuNomad                                                |
| Atari 8-bits     | Crownland                    | Piotr Wisniewski                                          |
| Atari 8-bits     | Ridiculous Reality           | Matosimi                                                  |
| Atari 8-bits     | Time Pilot                   | Solo & Laoo                                               |
| Commodore 64     | Wolfing                      | LazyCow                                                   |
| Commodore 64     | Transe Sector Ultimate       | Richard Richard Bayliss                                   |
| Commodore 64     | Vortex Crystals              | Richard Richard Bayliss                                   |
| Commodore 64     | X-Force                      | Richard Richard Bayliss                                   |
| Commodore 64     | Zap Fight 2 Special Edition  | Richard Richard Bayliss                                   |
| Commodore 64     | Rescuing Orc                 | Juan J. Martinez                                          |
| Commodore Plus/4 | Adventure in Time            | Kisnémeth Róbert                                          |
| Commodore Plus/4 | Digiloi                      | Tero Heikkinen                                            |
| Commodore Plus/4 | Adventure Park               | Varga Gábor                                               |
| Commodore Plus/4 | XPlode-Man                   | Varga Gábor                                               |
| Colecovision     | MazezaM                      | PortableDev                                               |
| Game Boy         | Into the Blue                | Jonas Fischbac                                            |
| Game Boy         | Retroïd                      | Jonas Fischbac                                            |
| Game Boy         | Tuff                         | Ivo Wetzel                                                |
| Game Boy Color   | Wing Warriors                | Kitmaker Entertainment & Francisco Javier Del Pino Cuesta |
| Game Gear        | Wing Warriors                | Kitmaker Entertainment & Francisco Javier Del Pino Cuesta |
| Intellivision    | Princess Lidie               | Marco Marrero                                             |
| Intellivision    | Deep Zone                    | Artrag                                                    |
| Intellivision    | Hotel Bunny                  | Sebastian Mihaï                                           |
| Lynx             | Nutmeg                       | RETROGURU & PHOTON STORM                                  |
| Lynx             | Silas' Adventure             | Krzysztof Kluczek                                         |
| Master System    | Wing Warriors                | Kitmaker Entertainment & Francisco Javier Del Pino Cuesta |
| Master System    | Astro Force                  | Enrique Ruiz                                              |
| Master System    | Silver Valley                | Enrique Ruiz                                              |
| Master System    | Galactic Revenge             | Enrique Ruiz                                              |
| Master System    | Papi Commando in CPP Land    | Studio Vetea                                              |
| Mega Drive       | Old Towers                   | Retrosouls                                                |
| Mega Drive       | Misplaced                    | Retrosouls                                                |
| Mega Drive       | Yazzie                       | Retrosouls                                                |
| Mega Drive       | Gluf                         | Retrosouls                                                |
| Mega Drive       | Papi Commando Remix Deluxe   | Studio Vetea                                              |
| Mega Drive       | Bomb on Basic City           | Studio Vetea                                              |
| Mega Drive       | L'Abbaye des Morts           | Mun                                                       |
| Mega Drive       | Bug Hunt                     | Mun                                                       |
| Mega Drive       | Griel's Quest                | Mun                                                       |
| MSX              | Wing Warriors                | Kitmaker Entertainment & Francisco Javier Del Pino Cuesta |
| MSX              | Yazzie                       | Retrosouls                                                |
| MSX              | XSpelunker                   | Santi Ontañón Villar                                      |
| MSX              | XRacing                      | Santi Ontañón Villar                                      |
| MSX2             | The Sword of Ianna           | RetroWorks                                                |
| MSX2             | Brunilda                     | RetroWorks                                                |
| NES              | Nova The Squirrel            | Novasquirrel                                              |
| NES              | Cheril Perils Classic        | MojonTwins                                                |
| Oric/Atmos       | Pulsoids                     | Twilighte                                                 |
| Oric/Atmos       | Oricium                      | Jose Maria Enguita                                        |
| Pokemini         | Cortex                       | Simon Bradley                                             |
| Pokemini         | Galactix                     | Lupin, Okkie & p0''p                                      |
| Pokemini         | Psychic Seeds                | JustBurn, Palkone & Loather                               |
| ScummVM          | Beneath the Steel Sky        | Revolution Software Ltd.                                  |
| ScummVM          | Lure of the Tempress         | Revolution Software Ltd.                                  |
| ScummVM          | Flight of the Amazon Queen   | John Passfield & Steve Stamatiadis                        |
| ScummVM          | Soltys                       | Laboratorium Komputerowe Avalon                           |
| SG1000           | Cheril Perils Classic        | MojonTwins                                                |
| Solarus          | YarnTown                     | Max Braz                                                  |
| TIC80            | 8 Bit Panda                  | Bruno Oliveira                                            |
| TIC80            | Shadow Over The Twelve Lands | Bruno Oliveira                                            |
| TIC80            | Cauliflower Power            | Librorumque                                               |
| TIC80            | Todor Saved Ludmilla         | Andraaspar                                                |
| TIC80            | Secret Agents                | msx80                                                     |
| Vectrex          | VecZ                         | la1n.ch                                                   |
| Vectrex          | Thrust                       | Ville Krumlinde                                           |
| ZX Spectrum      | Cray-5                       | RetroWorks                                                |
| ZX Spectrum      | The Sword of Ianna           | RetroWorks                                                |
| ZX Spectrum      | Gommy, Medieval Defender     | RetroWorks                                                |
| ZX Spectrum      | Genesis, Dawn of the Day     | RetroWorks                                                |
| ZX Spectrum      | Brunilda                     | RetroWorks                                                |

## Accessibilité
Un peu moins d'un an après l'annonce du XAC (Xbox Adaptative Controller, la manette adaptative de Microsoft), Recalbox a rendu compatible nativement son système avec cet accessoire, permettant ainsi l'accès aux joueurs handicapés à Recalbox et tout un pan de l'histoire du jeu vidéo,,,.
Depuis la version 7.0, Recalbox propose la fonctionnalité "Pad to Keyboard" (P2K), qui permet aux utilisateurs de modifier simplement un petit fichier de configuration, afin de pouvoir jouer aux différents ordinosaures directement à la manette, sans la nécessité d'avoir un clavier branché. Ces fichiers.P2K sont également disponibles sur la base de métadonnées ScreenScraper, et peuvent être récupérés automatiquement par l'utilisateur lors du scrap de ses listes de jeux.

## Récompenses
- Novembre 2019 : Le projet Recalbox a été récompensé à l'occasion de la Maker Faire 2019 à Paris (France) par un double Ruban Bleu des Makers of Merit, qui récompense les Makers qui réalisent des projets, innovants, créatifs et qui promeuvent la culture du (Do It Yourself)[17].
- Septembre 2020 : Recalbox devient partenaire du service de streaming vidéo en direct et de VOD américain Twitch[18].

## Événements
Recalbox participe à différents événements liés à l'univers du jeu vidéo, du rétrogaming ou du monde des makers, avec des animations comme des ateliers de montage, des stands d'exposition de bornes et bartops DIY ou des postes de jeux rétrogaming en free-to-play.

## Financement
Afin de pouvoir financer ses coûts de développement et de téléchargement en constante augmentation, Recalbox travaille depuis la version 7.0 en partenariat avec la boutique spécialisée Kubii.com, qui lui reverse un pourcentage des ventes réalisées sur son site, en plus de proposer une ligne de merchandising officiel (T-shirt, mugs...).
Le 15 novembre 2021, Recalbox devient une entreprise et lance un kickstarter pour son premier produit, le RGB Dual.
En 2022, la société tente de se financer via la plateforme Patreon.

## Projet dérivé
Fin 2016, Nicolas Adenis-Lamarre (alias "susan34") quitte le projet Recalbox et créé un fork nommé Batocera.linux, dont la première version estampillée 5.0 est publiée le 26 décembre 2016.
Le 23/10/2024 un nouveau fork de Recalbox a publié sa première version publique : pixL OS version 1.37. PixL est développé pour PC x86 64bits uniquement (LCD Steamdeck inclus) et se démarque par l'utilisation du frontend Pegasus.